# Ministère de l'Environnement et de la Lutte contre la désertification
Le ministère de l'Environnement et de la Lutte contre la désertification assure la mise en œuvre et le suivi de la politique du Gouvernement en matière d’environnement et d’assainissement du cadre de vie. 

## Historique
Anciennement appelé Ministère de L’Environnement, de la Salubrité Urbaine et du Développement Durable, ce ministère a changé d’appellation pour prendre la dénomination de Ministère de l'Environnement et de la Lutte contre la Désertification à partir du 07 avril 2021.

## Missions et attributions
Les points-clés des missions du ministère :
1. protection de l’environnement et du suivi des conventions internationales en matière d’environnement ratifiées par le pays ;
2. élaboration et du suivi des programmes d’éducation environnementale ;
3. coordination des activités en matière de lutte contre la désertification et les autres causes de dégradation de l’environnement;
4. constitution, du classement, de la conservation, de l’aménagement et de la gestion du patrimoine forestier national ;
5. constitution, du classement, de la conservation et de la gestion des réserves, des parcs nationaux, des réserves de faune et des réserves analogues en relation avec le Ministère chargé du tourisme ;
6. valorisation du potentiel faunique;
7. réglementation en matière de ressource forestière, faunique, halieutique et du contrôle de son application ;
8. protection des eaux en relation avec les ministres compétents et les collectivités locales.
9. Initiation, de la coordination, de la réglementation et du suivi des actions liées à l’assainissement de l’environnement et à l’amélioration du cadre de vie tant en milieu rural qu’urbain ;
10. élaboration d’une politique nationale en matière d’aménagement des espaces verts et d’embellissement ;
11. l’élaboration des textes réglementaires en matière de lutte contre les pollutions et les nuisances ;

## Organisation

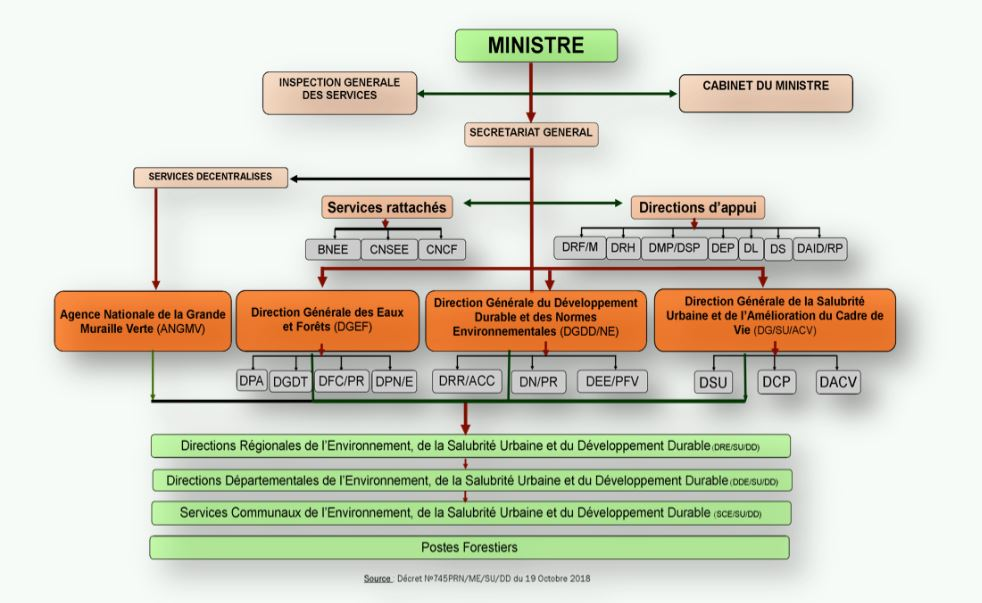

## Liste des ministres
Adamou Mahaman;